# Абсолютный чемпионат России по самбо 2011
Абсолютный чемпионат России по самбо 2011 года прошёл в Брянске 9 сентября. В соревнованиях приняли участие 11 спортсменов. Соревнования прошли в физкультурно-спортивном комплексе «Локомотив».

## Медалисты
| Весовая категория | Золото                 | Серебро               | Бронза                                     |
| ----------------- | ---------------------- | --------------------- | ------------------------------------------ |
| Абсолютная        | Виталий Минаков Брянск | Артём Осипенко Брянск | Максим Ширяев Москва Дмитрий Костин Москва |